# People Will Talk
People Will Talk (br.: Dizem que é pecado) é um filme estadunidense de 1951 do gênero Drama, dirigido por Joseph L. Mankiewicz e produzido por Darryl F. Zanuck. De um roteiro do diretor que adaptou uma peça teatral de Curt Goetz a qual já tinha sido filmada na Alemanha (Frauenarzt Dr. Prätorius, 1950). Realização da Twentieth Century Fox.

## Elenco
- Cary Grant...Dr. Noah Praetorius
- Jeanne Crain...Deborah Praetorius
- Finlay Currie...Shunderson
- Hume Cronyn...Prof. Rodney Elwell
- Walter Slezak...Prof. Barker
- Sidney Blackmer...	Arthur Higgins
- Stuart Holmes ... Membro da faculdade (não-creditado)

## Sinopse
Dr. Noah Praetorius é um médico e professor, que cuida de pacientes de uma forma humana e holística em sua própria e bem-sucedida clínica. Em uma de suas aulas de Anatomia, uma aluna desmaia e o doutor descobre que ela está grávida. Logo em seguida a moça tenta se matar, pois não era casada. Enquanto isso, o professor Elwell da mesma universidade em que Praetorius dá aulas, desconfia dos métodos do médico e inicia uma investigação sobre a vida pregressa dele. E descobre o passado comprometedor de Shunderson, um misterioso amigo de Praetorius que está sempre com ele.